# Ліхтенштейнці
Ліхтенштейнці (самоназва Liechtensteiner, Ліхтенштайнер) — народ загальною чисельністю 34 тис. чол. (2006), основне населення Ліхтенштейну. До 1866 року вважалися німцями. Мова — німецька (алеманський діалект). Релігійна приналежність віруючих: католики, частина — протестанти.

## Історія
Предки ліхтенштейнців — племена ретів і німців-алеманів; у XIX-XX століттях зазнали впливу австрійців та швейцарців . В останні десятиліття ліхтенштейнці асимілюють іммігрантів австрійців і швейцарців.

## Традиційна культура
Ліхтенштейнці зайняті в основному у високорозвиненій промисловості, незначна частина — у сільському господарстві (молочне тваринництво, виноградарство, садівництво).
Традиційні поселення і житла близькі австрійським і швейцарським.
Для традиційного чоловічого костюма характерні: біла сорочка, червоний жилет, сірі або жовті штани на підтяжках, білі в'язані панчохи і туфлі з пряжками, на підтяжках і поясі — кольорова вишивка. На голові — шкіряна шапочка або чорний фетровий капелюх з невеликими полями. У жінок — мереживні кофти і спідниці з яскравими фартухами.
Розвинений музичний фольклор (хоровий спів тощо). Традиційні селянські свята — пастухів та виноградарів.